# Parlamentswahl in Belarus 2019
- KPB: 11
- RPTS: 6
- BAP: 1
- Unabh.: 89
- BPP: 2
- LDP: 1

Die Parlamentswahl in Belarus 2019 fand am 17. November statt. Dabei wurden die 110 Abgeordneten des Repräsentantenhauses gewählt.

## Datum
Die Parlamentswahlen mussten verfassungsgemäß spätestens am 6. September 2020 stattfinden. Am 19. April kündigte Präsident Aljaksandr Lukaschenka die Parlamentswahl für das Jahr 2019 und die Präsidentschaftswahl für das Jahr 2020 an. Am 5. August 2019 wurde der Wahltermin für das Repräsentantenhaus per Präsidentendekret auf den 17. November 2019 festgelegt.
So wurden die Parlamentswahl fast ein Jahr vor Ablauf der Amtszeit des Repräsentantenhauses der vorherigen Einberufung einberufen, was gegen Artikel 94 der Verfassung der Republik Belarus verstieß.

## Wahlsystem
Das Repräsentantenhaus von Belarus besteht aus 110 Abgeordneten, die in ebenso vielen Wahlkreisen nach dem einfachen Mehrheitswahlrecht gewählt werden. Kandidaten für das Repräsentantenhaus müssen Staatsbürger von Belarus, dort wohnhaft, sowie mindestens 21 Jahre alt sein und dürfen keine Vorstrafen haben. Kandidaten können auf drei verschiedene Arten nominiert werden: durch politische Parteien, durch Arbeitskollektive oder durch Unterschriftensammlungen. Politische Parteien müssen, um Kandidaten nominieren zu können, beim Justizministerium von Belarus mindestens ein halbes Jahr zuvor offiziell registriert worden sein. Die Kandidatennominierung muss durch die Führungsorgane (Parteipräsidium) der jeweiligen Partei erfolgen. Bei einer Nominierung durch ein Arbeitskollektiv muss dieses mindestens 300 Personen umfassen und beim Prozess der Nominierung müssen mindestens die Hälfte der Kollektivmitglieder anwesend sein. Bei einer Nominierung durch eine Unterschriftensammlung müssen durch eine Initiativgruppe, die mindestens 10 Personen umfassen soll, 1000 gültige Unterschriften in einem Wahlkreis gesammelt werden. Die Zulassung zur Wahl erfolgt durch die regionale Wahlkommission. Die Kandidatennominierung muss zwischen dem 70. und dem 30. Tag vor dem Wahltermin erfolgen.
Personen, die am Wahltag nicht vor Ort waren oder aus anderen Gründen nicht vor Ort zur Wahl gehen konnten, hatten die Möglichkeit der vorzeitigen Stimmabgabe. Die vorzeitige Stimmabgabe war vom 12. bis 16. November 2019 von 10 bis 14 Uhr und 16 bis 19 Uhr möglich. Nach Angaben der Wahlkommission musste dabei kein offizielles Dokument vorgelegt werden, um die Abwesenheit am eigentlichen Wahltag zu belegen.

## Kandidaten

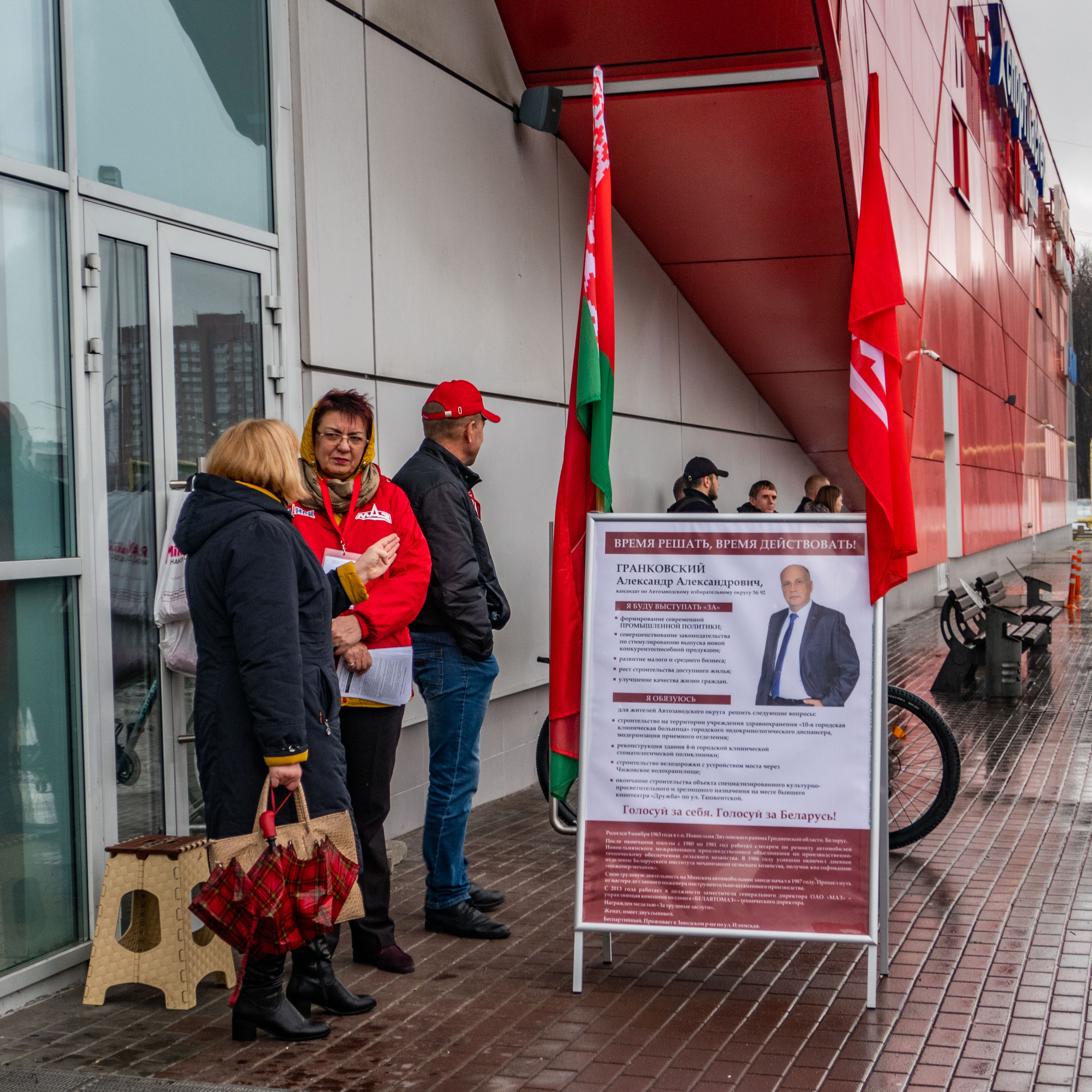
Straßenkampagne

Die als regierungstreu geltenden Parteien – Kommunisten (KPB), Liberal-Demokraten (LDP), Agrarpartei, Belarussische Patriotische Partei, Arbeit und Gerechtigkeit, Republikanische Partei sowie Sozialistische-Sportliche Partei – und die oppositionellen Parteien Vereinigte Bürgerpartei, Partyja BNF, Vereinigte Linkspartei „Gerechte Welt“, Grüne, BSDP H und BSDH, stellten sich zur Wahl.
Nach Angaben der Zentralen Wahlkommission von Belarus wurden insgesamt 560 Kandidaten für die Wahl zum Repräsentantenhaus zugelassen. 367 von diesen (65,5 %) waren Mitglieder politischer Parteien, darunter 98 Kandidaten der LDP, gefolgt von 57 der KPB und 47 der Vereinigten Bürgerpartei. Später zogen 23 Kandidaten ihre Bewerbung zurück und 10 weiteren wurde wegen Regelverletzungen die Registrierung durch die Wahlkommission verweigert, sodass 523 Kandidaten verblieben. Pro Wahlkreis bewarben sich zwischen 2 und 10 Kandidaten.
Außerdem wurden bis zum 31. Oktober 2019 insgesamt 459 internationale Wahlbeobachter bei der Wahlkommission akkreditiert.

## Wahlergebnis

Die Ergebnisse pro Wahlkreis

Am 18. November 2019 gab die Wahlkommission von Belarus die Ergebnisse bekannt. Von den 110 gewählten Abgeordneten waren 89 Parteilose und 21 Personen, die politischen Parteien angehörten. Diese 21 Sitze verteilten sich auf die Parteien wie folgt: Kommunistische Partei 11, RPTS 6, Patrioten 2, Liberaldemokraten 1, Agrarpartei 1. 30 gewählte Abgeordnete waren bereits in der vorangegangenen Legislaturperiode Abgeordnete gewesen. Hinsichtlich der politischen Ausrichtung wurden alle 110 gewählten Abgeordneten zu den Unterstützern des Regimes von Präsident Lukaschenka gerechnet. Die Opposition erhielt keinen einzigen Parlamentssitz.

## Beurteilung
Während belarussische Regierungsoffizielle und Vertreter der Gemeinschaft unabhängiger Staaten die Wahl als „kompetitiv und offen“ lobten bezeichneten Vertreter der Opposition die Wahl als nicht demokratischen Standards entsprechend. Auf einer Pressekonferenz in Minsk am 18. November 2019 kritisierten Aleh Hulak vom belarussischen Helsinki-Komitee und Uladsimir Labkowitsch vom Menschenrechtszentrum Wjasna (Вясна, „Frühling“), dass die Opposition bei der Zusammenstellung der Wahlkommissionen im Vorfeld der Wahl auf allen Ebenen (Rajone, Distrikte und Wahlbezirke) stark unterrepräsentiert gewesen sei. Beispielsweise hätten nur 2,8 % der Distriktkommissare der Opposition angehört. Die große Masse der mit der Durchführung der Wahl befassten Personen seien Regierungsangestellte, deren Verhalten durch die Staatsorgane genau beobachtet werde, und die selbst bei schweren Verstößen mutmaßlich keinen Einspruch erheben würden. Bei der Zulassung von Kandidaten zur Wahl seien mehr Oppositionskandidaten als Regierungsunterstützer abgelehnt worden und etwa 71 Prozent der Unterschriftensammlungen seien nicht durch unabhängige Beobachter verifiziert worden. Im Wahlkampf seien die Oppositionskandidaten dadurch limitiert gewesen, dass kritische Bemerkungen zur Disqualifikation führen konnten. Beispielhaft sei ein Kandidat wegen seiner Aussage, dass es in Belarus „mit Lukaschenka keine Zukunft“ gäbe, disqualifiziert worden. Viele Wähler seien mit Druck und impliziten Drohungen dazu gebracht worden vorzeitig ihre Stimme abzugeben. Die von offizieller Seite angegebene Wahlbeteiligung stimme außerdem nicht mit den stichprobenhaften Beobachtungen bei einzelnen Wahllokalen überein. Die gleichen und weitere Kritikpunkte waren in einem vorläufigen Bericht der OSZE-Beobachtermission zu lesen. Ein belarussischer Regierungssprecher bedauerte die OSZE-Stellungnahme und nannte sie „wie schon in den Vorjahren“ „politisiert“, „persönlich voreingenommen“ und „subjektiv“.